# Frank Gehry
Pour les articles homonymes, voir Goldberg.
Frank Owen Goldberg, dit Frank Owen Gehry, né le 28 février 1929 à Toronto au Canada, est un architecte américano-canadien. Professeur d’architecture à l’université Yale, il est considéré au début du XXIe siècle comme l'un des plus importants architectes vivants. Il fait partie des mouvements du déconstructivisme et du post-structuralisme. Prix Pritzker en 1989, ses constructions sont généralement remarquées pour leur aspect original et « tordu »; il conçoit des formes de proportions vastes et mouvantes.
Ses nombreuses créations, y compris sa propre résidence, sont devenues des attractions touristiques au niveau mondial. Ses œuvres sont citées parmi celles les plus importantes de l'architecture contemporaine dans le World Architecture Survey (en). L’architecte lui-même, selon le magazine Vanity Fair, a été étiqueté comme l'« architecte le plus important de notre époque ».
Les œuvres les plus connues de Gehry comportent le musée Guggenheim de Bilbao en Espagne, le Ray and Maria Stata Center à Cambridge, le Walt Disney Concert Hall en centre-ville de Los Angeles, le Museum of Pop Culture connu sous le nom de l'Experience Music Project de Seattle, le Weisman Art Museum à Minneapolis, la Maison dansante du centre de Prague, le Vitra Design Museum près de Bâle, le Musée des beaux-arts de l'Ontario à Toronto, le 8 Spruce Street à New York, la Cinémathèque française à Paris, la fondation d'entreprise Louis-Vuitton à Paris. Cependant, c'est sa résidence privée, le Gehry Residence à Santa Monica, qui a lancé sa carrière en tant qu'architecte qui ne travaille pas seulement la conception mais aussi la réalisation.

## Jeunesse
Le père de Frank Gehry est Irving Owen Goldberg, né à Brooklyn, issu de parents juifs russes et travaillant dans le commerce de matériaux. Sa mère, Sadie Thelma Caplanski, est juive polonaise née à Łódź et a émigré pour fuir les pogroms.
Son père s'est installé à Toronto après avoir vécu une enfance misérable à New York où il exerça un certain nombre de métiers. Il se marie en 1926 au Canada. Cette filiation nourrit la sensibilité du personnage. Le jeune Frank déménage durant son adolescence à Timmins en Ontario où ses camarades d'école le surnomment « Fish » (poisson).
Il étudie le Talmud avec son grand-père pendant son enfance. Sa mère l'emmène au concert au Massey Hall et dans les musées. C'est toutefois un élève peu brillant et timide. Il est complexé par ses origines modestes. Mais il lit beaucoup, Shakespeare, Tennyson et Conrad notamment, et découvre la musique classique et le jazz grâce à son ami Ross Honsberger qui deviendra un grand mathématicien.
En 1947, il déménage avec sa famille à Los Angeles où, pour gagner sa vie et aider ses parents aux revenus toujours aussi modestes, il répare des montres et des bijoux et lave des avions.

## Formation
Lors de ses études à Toronto, l'ingénierie et le génie chimique sont ses domaines de prédilection.
Il connait son premier contact avec l'architecture lors d'une conférence donnée par l'architecte finlandais Alvar Aalto.
Il commence par suivre des cours du soir au Los Angeles City College et est initié à l'architecture dans un cabinet où il acquiert des connaissances de base. Parallèlement, il étudie à l'université sans grand succès , hormis de bonnes notes en dessin .
Encouragé par Glen Lukens, il intègre l'université du Sud de la Californie (USC) à Los Angeles en 1949 et obtient son diplôme d'architecte en 1954. Il change son nom de Frank Owen Goldberg pour celui de Frank Owen Gehry en 1954. Après une courte incursion à la Harvard Graduate School of Design de l'université Harvard en 1956-57 où il s'initie à l'urbanisme, il commence un immense voyage d’études, notamment à Paris chez André Remondet.

## Carrière
Fraîchement diplômé d'architecture de l'université de Los Angeles, il côtoie peintres et sculpteurs et découvre la culture européenne (des églises romanes à Le Corbusier), qu'il oppose à une « architecture californienne » sans respect pour l'environnement. Des années plus tard, il résumera : « J'étais un progressiste engagé et j'aimais l'art, et ces deux faits réunis ont fait de moi un architecte. »
Il travaille dans de nombreuses agences, celle de Welton Becket & Associates (1957-58) et Victor Gruen (concepteur de grands centres commerciaux, en 1958-61) à Los Angeles ainsi que chez André Remondet (1961) à Paris. Puis il a créé son agence, la « Frank O. Gehry and Associates Inc. » à Los Angeles en 1962.
Sydney Pollack réalise le film Esquisses de Frank Gehry en 2005.
Il conçoit les décors de l'opéra Iphigenia de Wayne Shorter et Esperanza Spalding. Sa maison accueille le travail de conception de l'œuvre pendant la pandémie de Covid-19,.

## Prix et récompenses
- Il a obtenu le prix Pritzker en architecture en 1989.
- Il a reçu la médaille de l'ordre de Charlemagne de la principauté d'Andorre, en 2008, il la refusa.
- Il obtient le prix Prince des Asturies des Arts en 2014.
- Le 22 novembre 2016, Barack Obama lui décerne la médaille présidentielle de la Liberté[5].

## Reconnaissances
- Une rétrospective lui a été consacrée au centre Georges-Pompidou du 8 octobre 2014 au 5 janvier 2015[6].

## Dans la culture populaire
Il est représenté dans Les Simpson, saison 16, épisode 14, Le Bon, les Brutes et la Balance. Il construit un opéra pour Springfield en s'inspirant d'une boule de papier chiffonnée, qui fait immédiatement faillite et est transformé en prison.

## Principales réalisations
- 1972 : Wiggle Side Chair
- 1981-1984 : Loyola Law School à Los Angeles
- 1983-1984 : California Aerospace Museum à Los Angeles
- 1984-1991 : Chiat/Day Building Main Street à Venice
- 1986-1989 : Schnabel Residence à Brentwood
- 1989-1992 : Laboratoire des Technologies avancées de l'université d'Iowa à Iowa City
- 1989-1992 : Festival Disney (Disney Village) à Marne-la-Vallée
- 1989 : Norton Residence à Venice
- 1989 : Vitra Design Museum à Weil am Rhein[8].
- 1989 : Walt Disney Concert Hall à Los Angeles
- 1990-1992 : Université de Toledo à Toledo, États-Unis.
- 1992 : Le Poisson, Barcelone, Espagne.
- 1993 : Weisman Art Museum à Minneapolis, États-Unis.
- 1993 : American Center de Bercy, Paris (actuelle cinémathèque française[9],[10]).
- 1994 : façade de l'orgue du Walt Disney Concert Hall à Los Angeles, États-Unis.
- 1994 : Logement social en Francfort-Schwanheim
- 1996 : Team Disney Anaheim à Anaheim
- 1996 : Maison dansante Prague[11]
- 1997 : musée Guggenheim de Bilbao[12].
- 1997-1999 : Port de Média (Medienhafen) de Düsseldorf
- 1999 : Vontz Center for Molecular Studies de l'université de Cincinnati[13]
- 1999-2004 : pavillon Jay Pritzker à Chicago
- 2001 : Gehry Tower à Hanovre
- 2001 : DZ Bank à Berlin
- 2002 : Peter B. Lewis Building à Cleveland[14]
- 2003 : Maggie's Center à Dundee[15].
- 2004 : Passerelle BP à Chicago
- 2004 : Hôtel Marqués de Riscal, Elciego
- 2004 : MIT Stata Center à Cambridge (Massachusetts)
- 2005 : musée Marta à Herford[16]
- 2006 : Le Téléphone, sculpture en forme de fleur installée sur le pont du Garigliano à Paris, accueillant une cabine téléphonique n'ayant pas d'autre fonction que de recevoir les appels de Sophie Calle
- 2007 : IAC building sur la Onzième avenue de New York[17]
- 2008 : Pavillon de musique du centre d'art contemporain du  domaine Château La Coste.
- 2009 : Novartis Campus, Bâle
- 2010 Lou Ruvo Center for Brain Health (en), Cleveland
- 2011 : Fondation Guggenheim musée d'art contemporain de 32 000 m2 à Abou Dabi, île de Saadiyat.
- 2011 : 8 Spruce Street, New York. Il a reçu l'Emporis Skyscraper Award 2011.
- 2012 : Opus Hong Kong, Hong Kong
- 2014 : Fondation d'entreprise Louis-Vuitton pour la création, Paris
- 2014 : musée de la biodiversité, dans le quartier Amador de Panama
- 2017: Pierre Boulez Saal à Berlin, qu'il conçoit gracieusement, auditorium qui abrite l'académie Barenboïm-Saïd
- 2018 : Centre consacré à l'art contemporain de la fondation artistique Luma dirigée par Maja Hoffmann, Luma Arles à  Arles

## Photographies d’œuvres

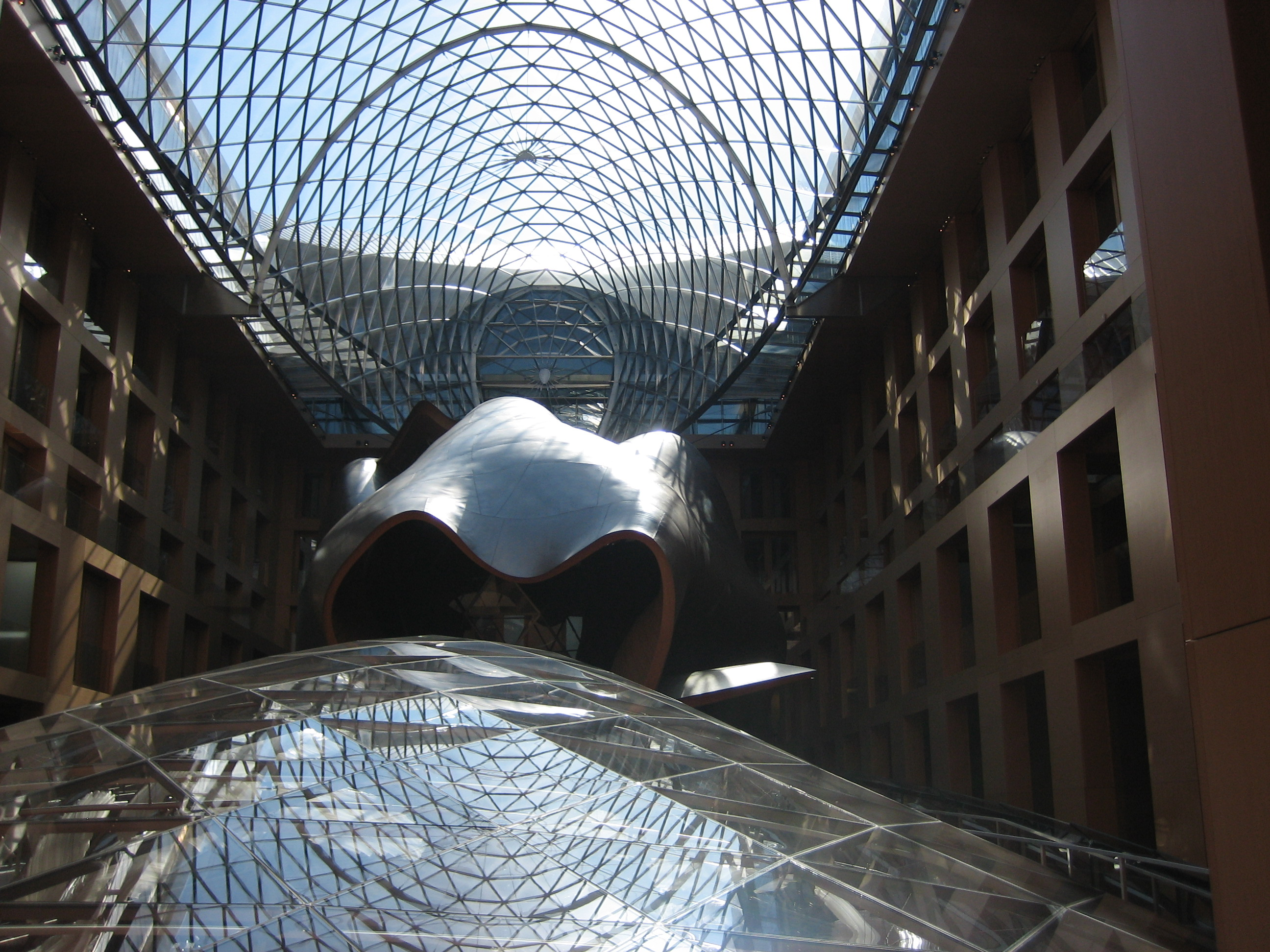
DZ Bank à Berlin.
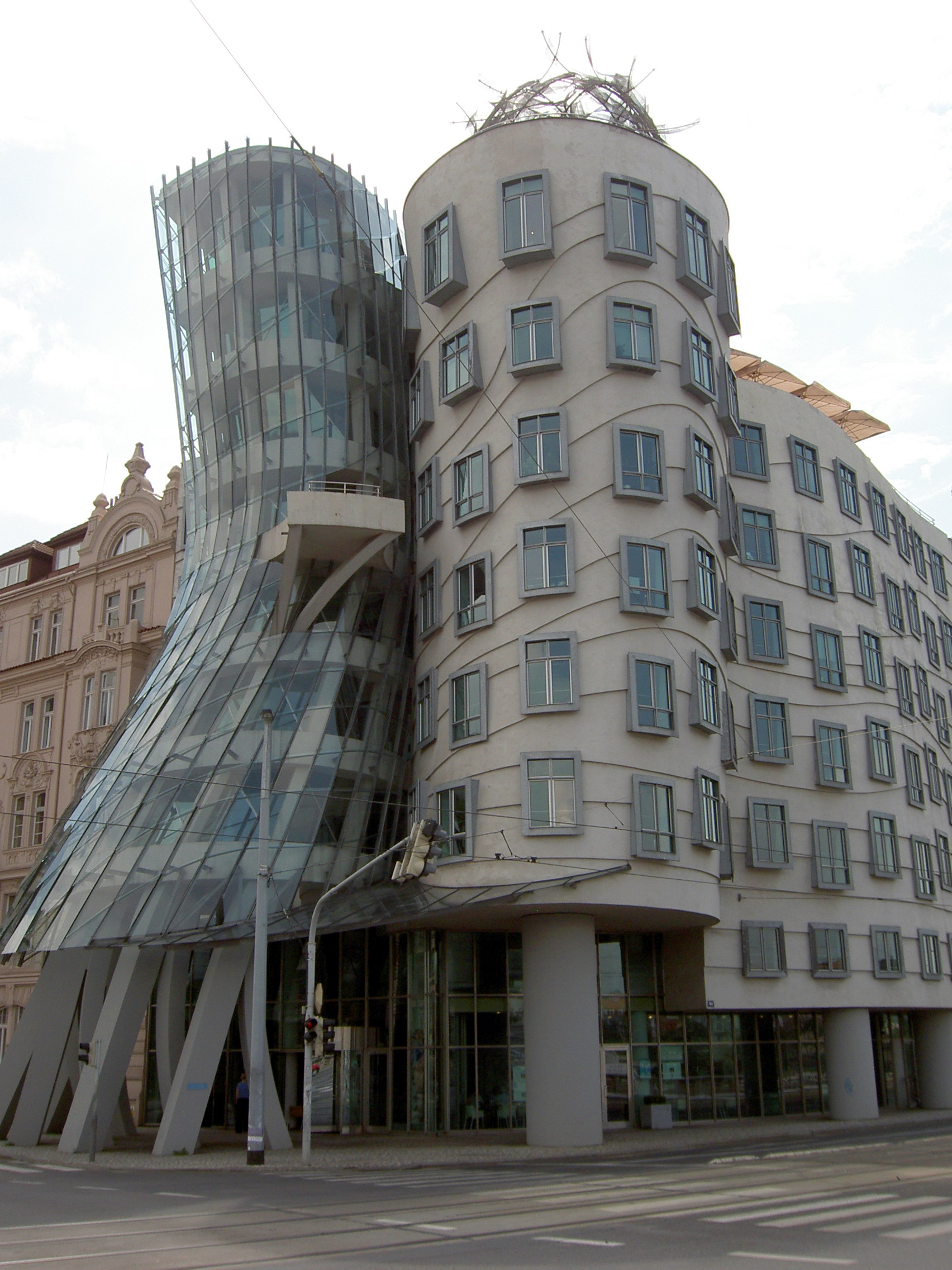
Maison dansante à Prague.
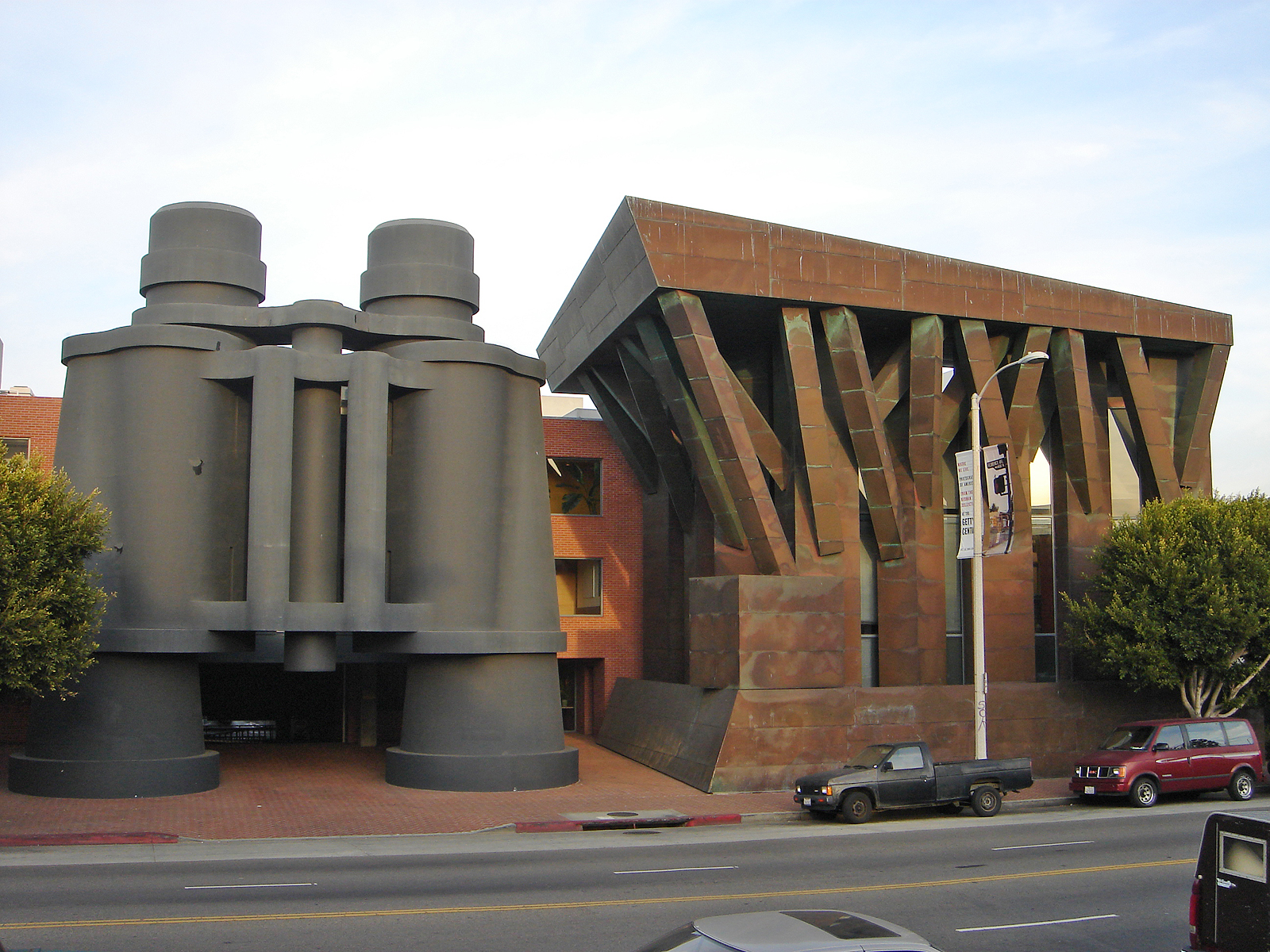
Chiat/Day Building.
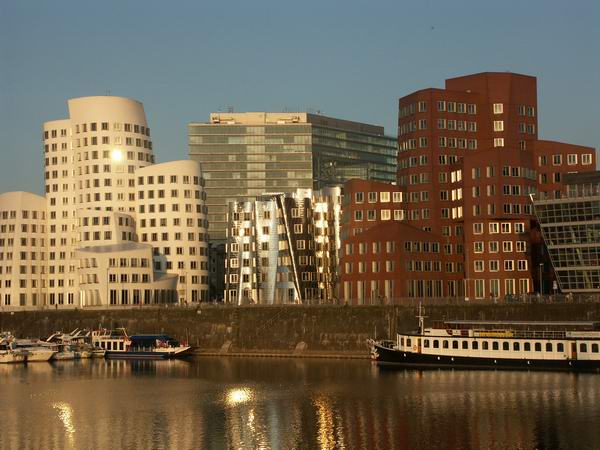
Port de Média.
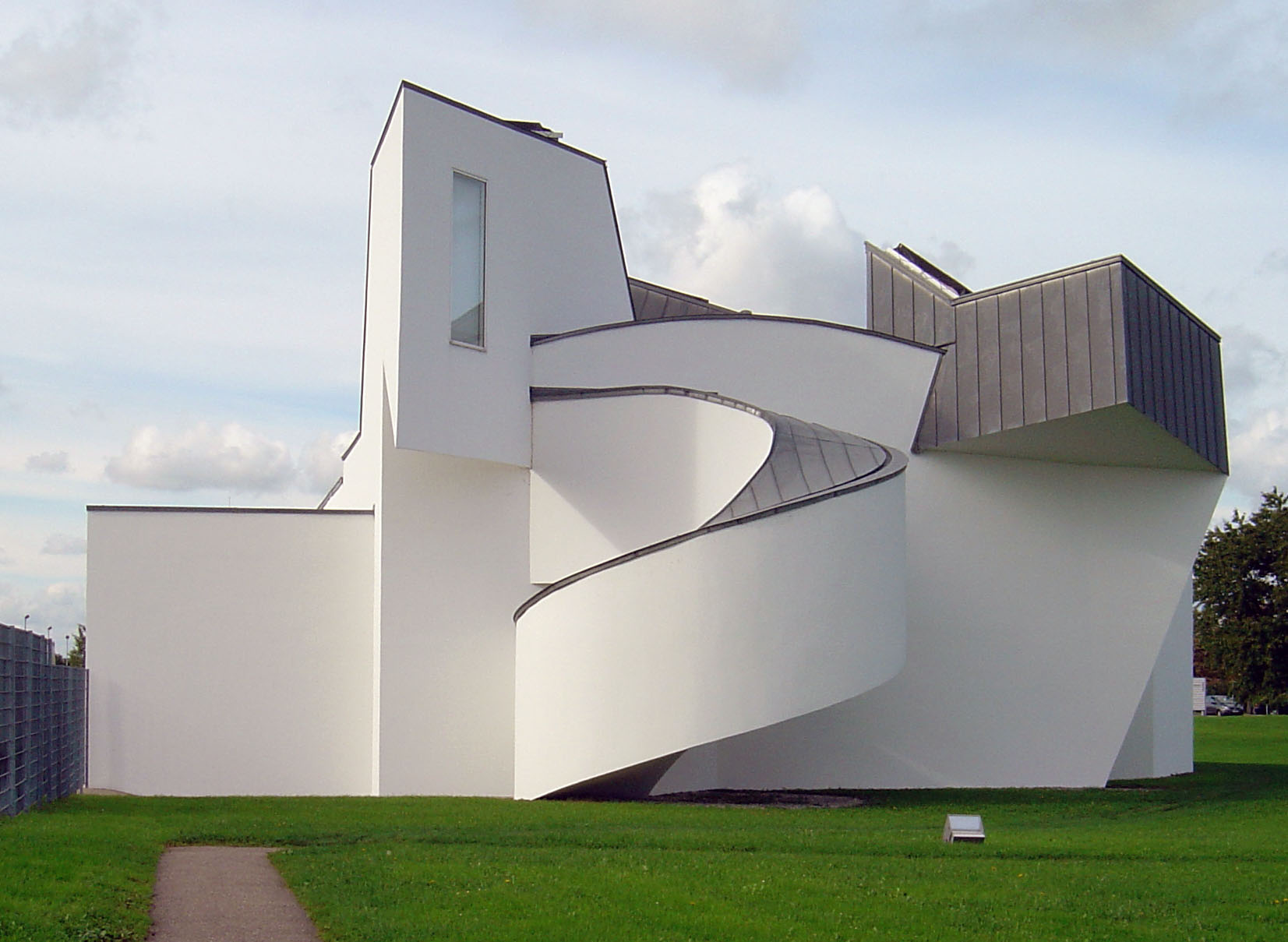
Vitra Design Museum.

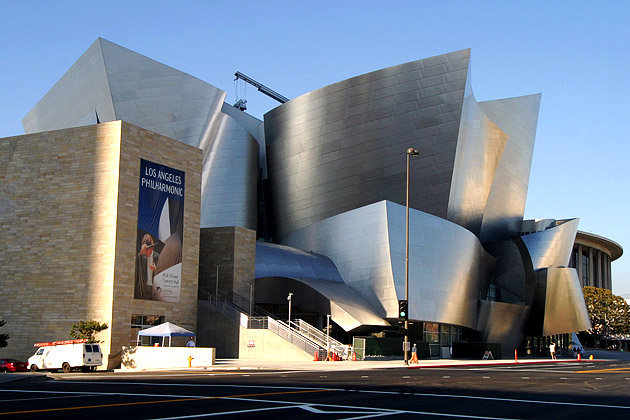
Walt Disney Concert Hall à Los Angeles.
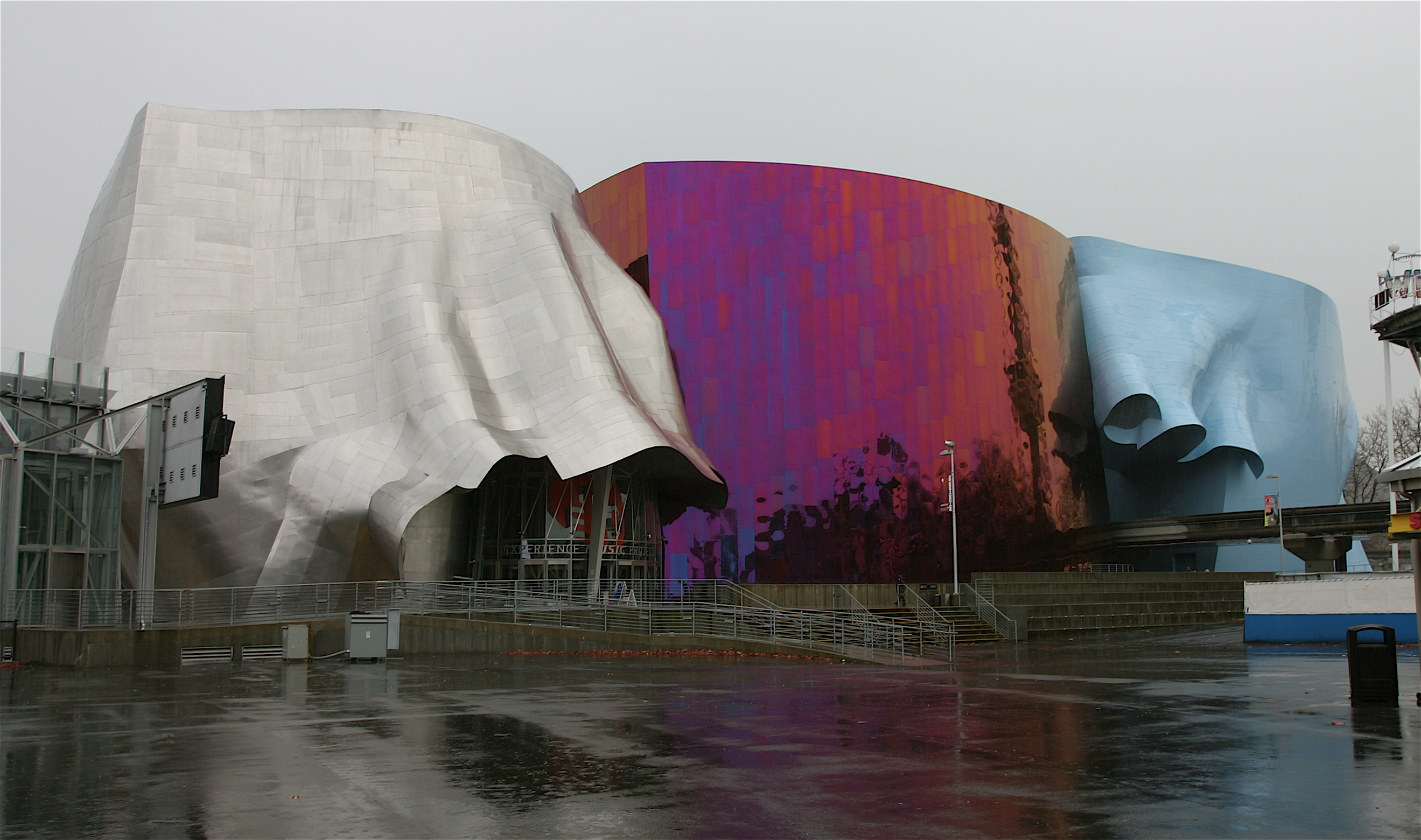
Experience Music Project de Seattle.
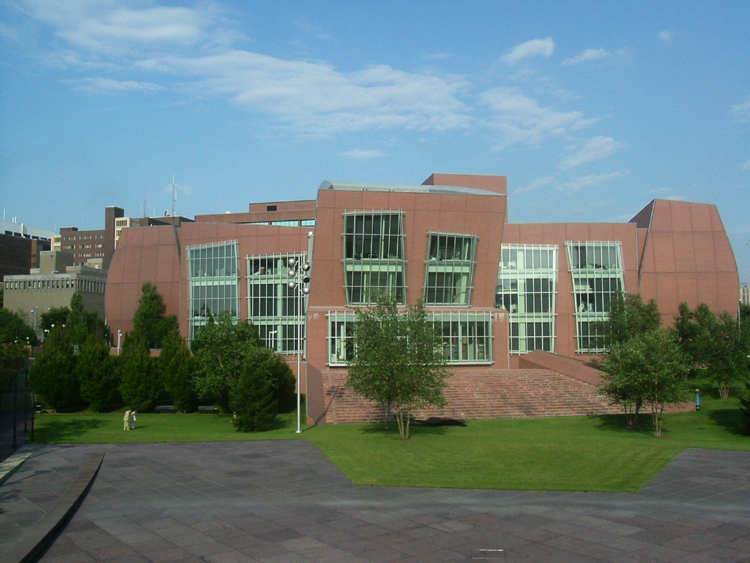
Vontz Center for Molecular Studies de l'université de Cincinnati.
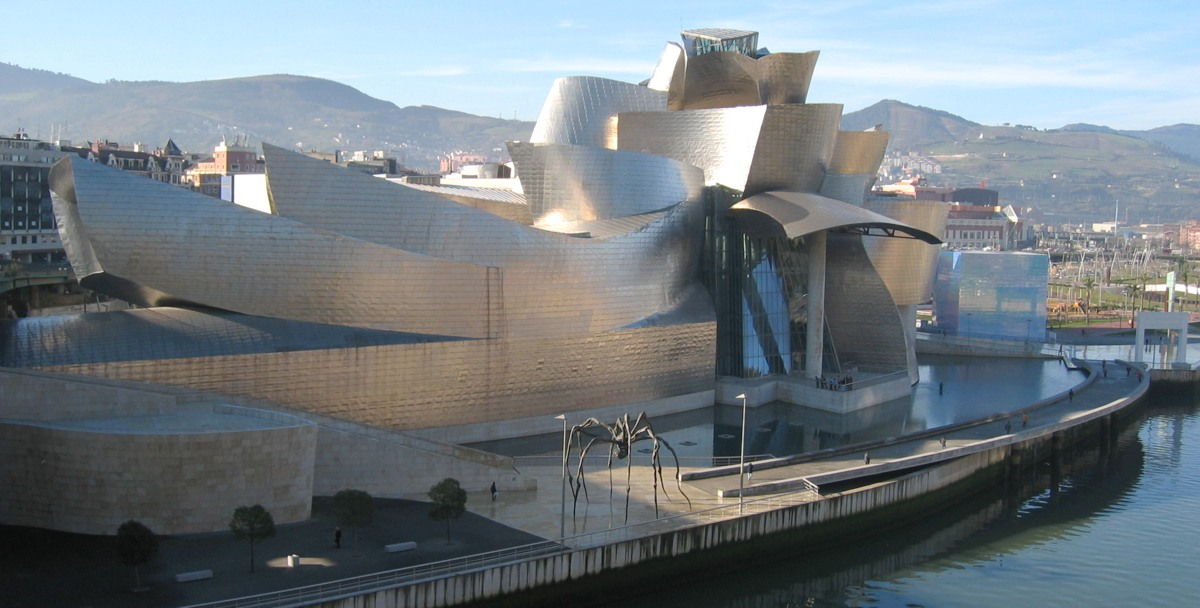
Musée Guggenheim de Bilbao.
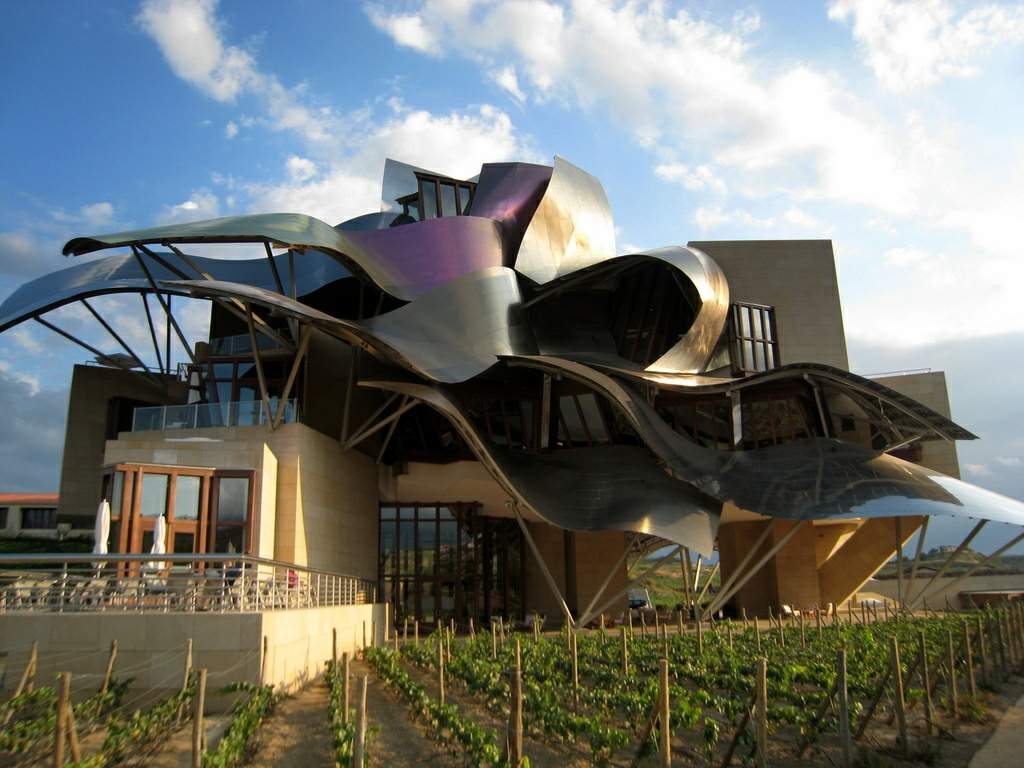
Hôtel Marqués de Riscal, Elciego, Rioja Spain

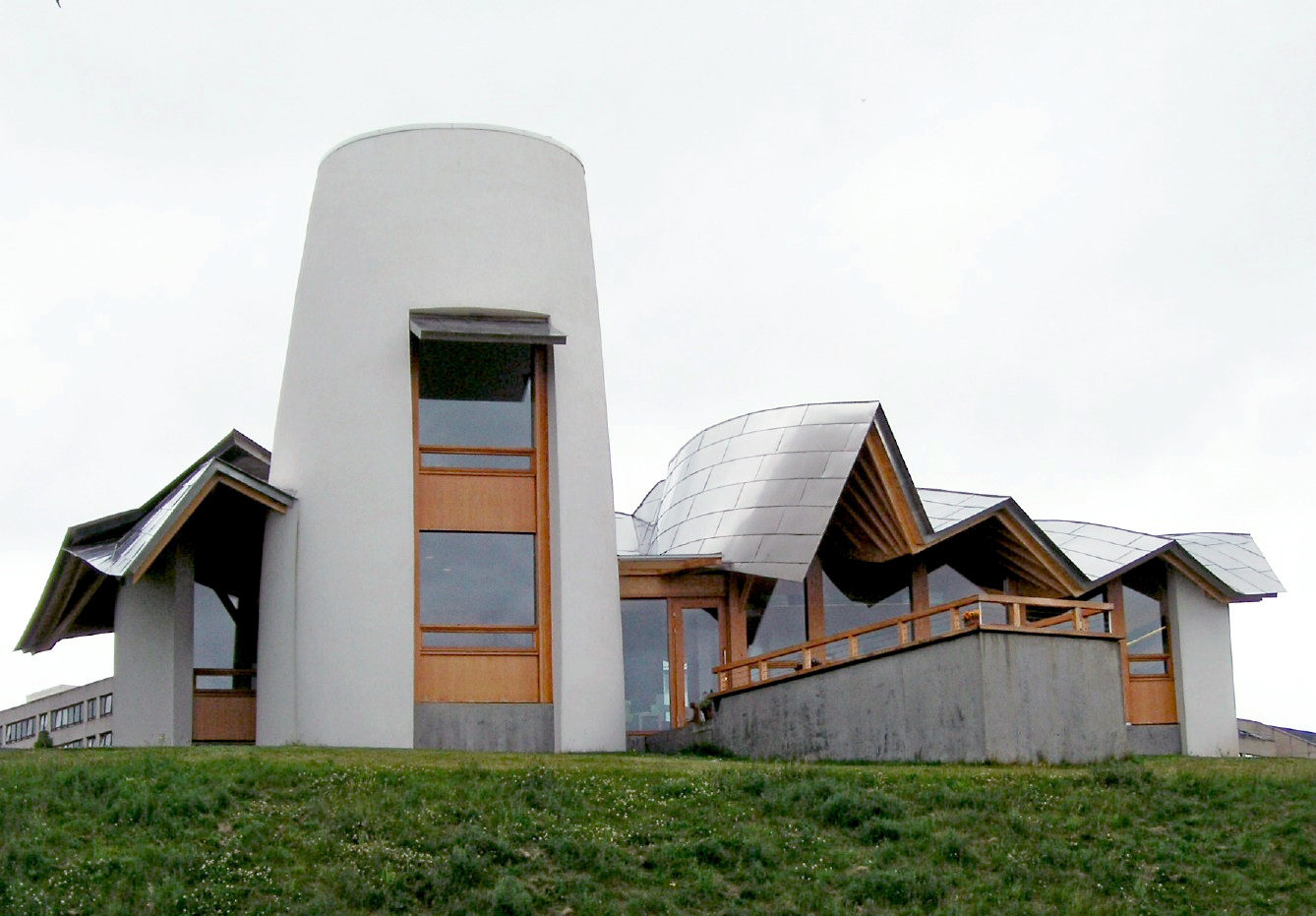
Maggie's Centres.
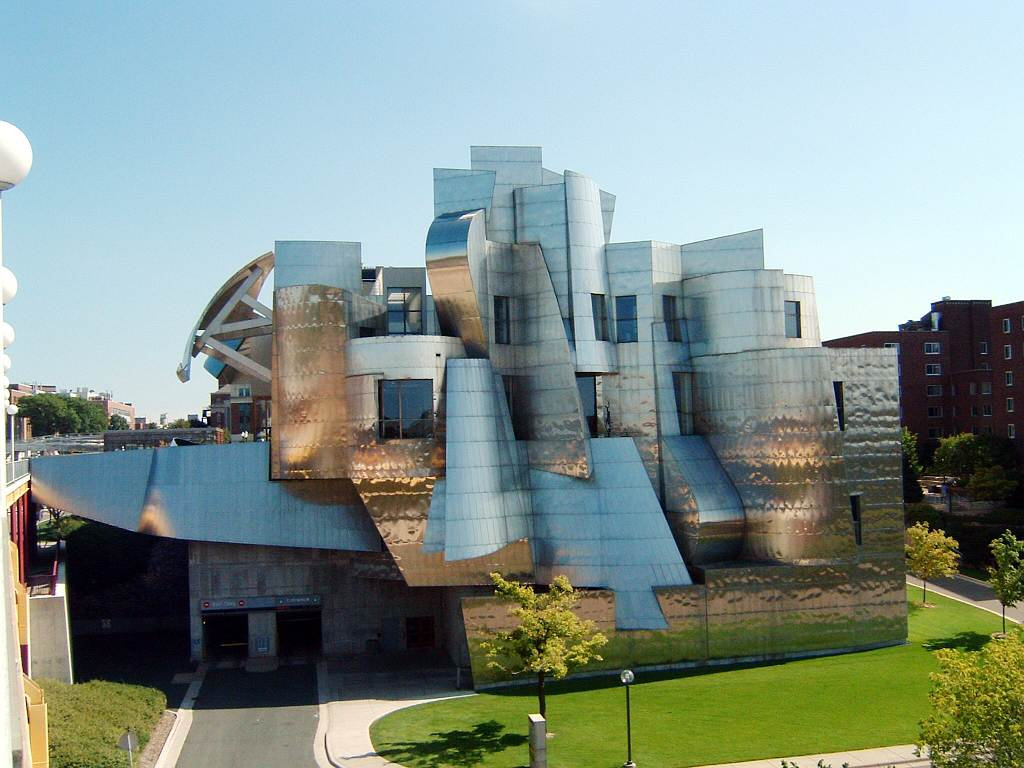
Weisman Art Museum.
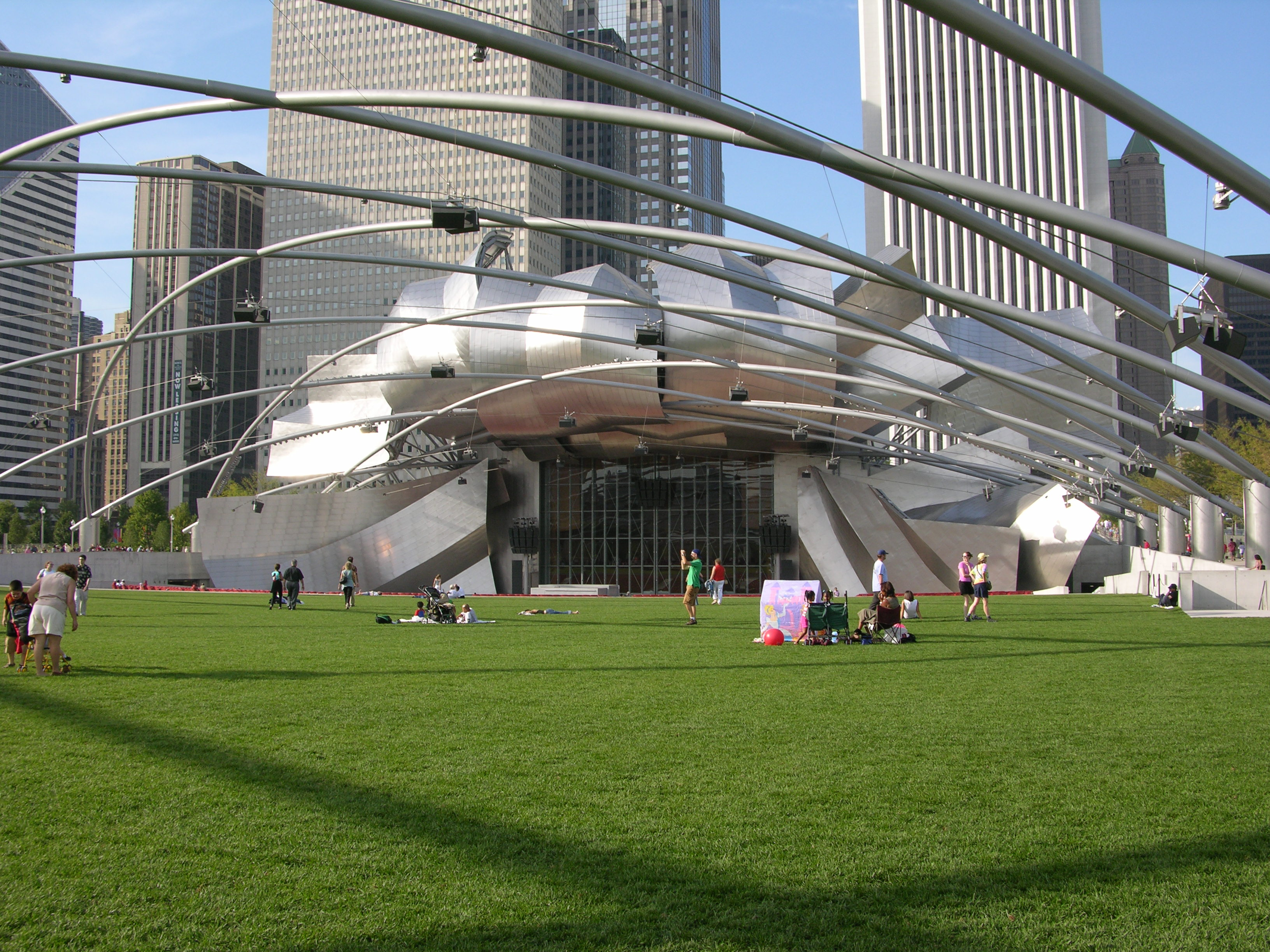
Le pavillon Jay Pritzker à Chicago.
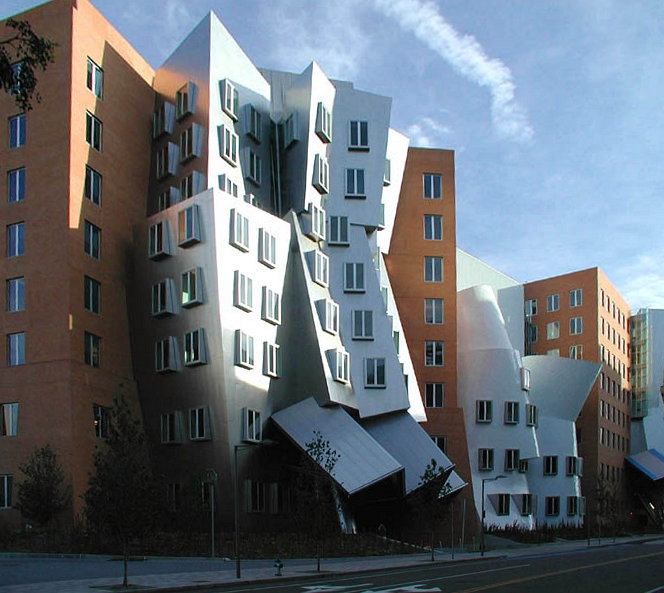
MIT Stata Center.
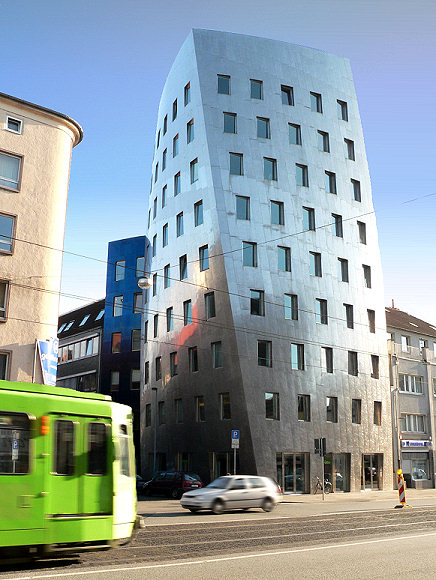
Gehry Tower à Hanovre.

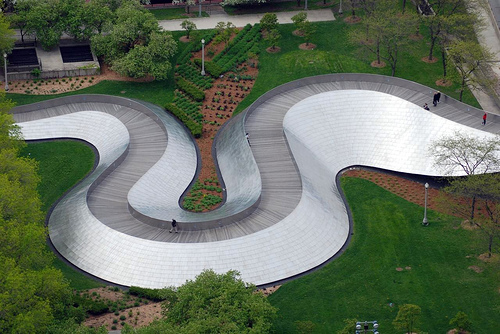
Passerelle BP.
La Fondation d'entreprise Louis Vuitton à Paris.
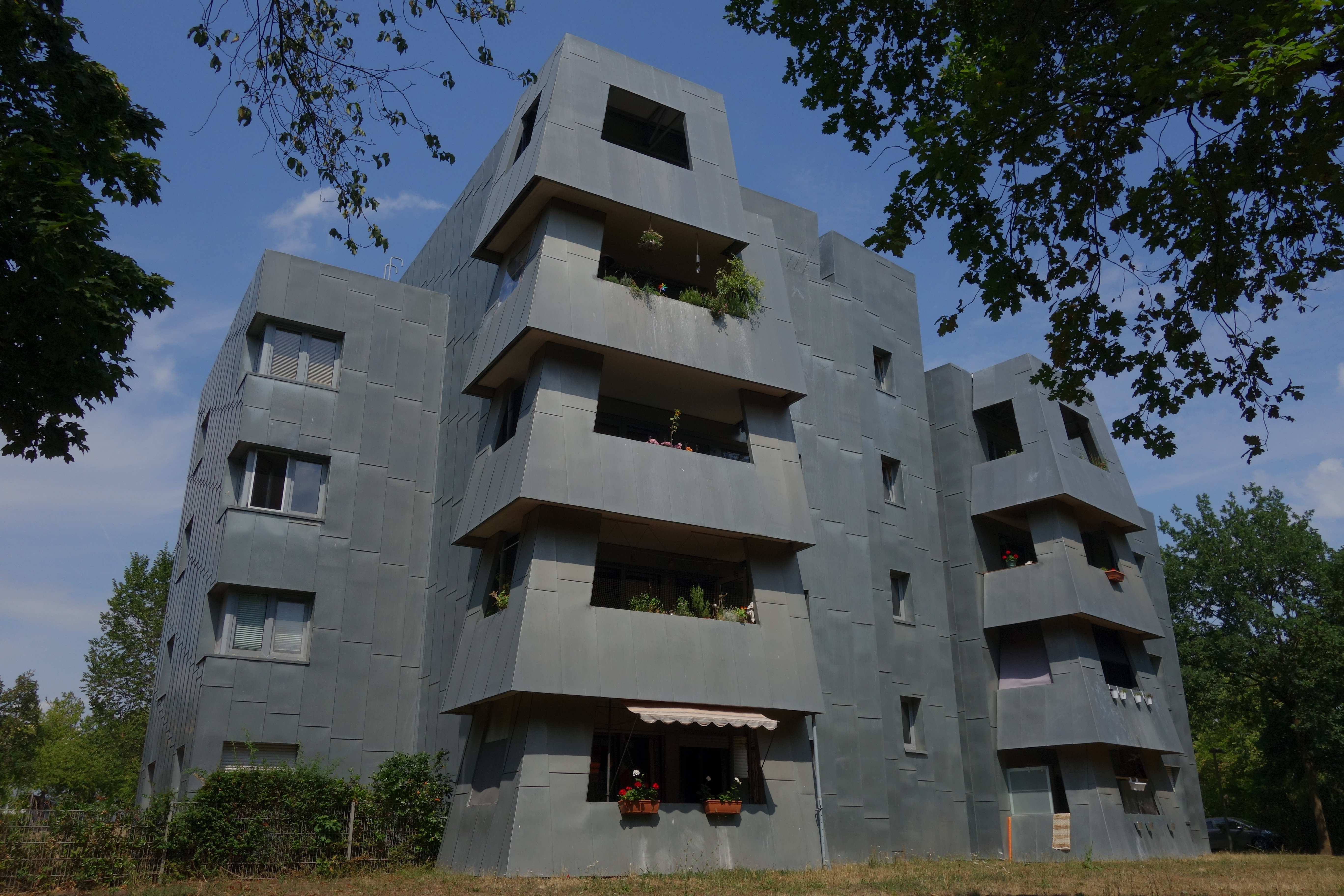
Logement social en Francfort-Schwanheim.